# Будилник
Вижте пояснителната страница за други значения на Будилник.
Будилник (от глагола будя, събуждам) е вид часовник, чиято главна функция е да събуди в определен час с помощта на звуков (в редки случаи светлинен) сигнал или музика.
Механичните будилници имат една или две малки камбанки, които започват да звънят в нагласения час. Електронните цифрови будилници имат много по-голямо разнообразие от звуци. Някои от тях имат радио и вместо аларма може да се включи радиото. Мобилните телефони имат вградени функции, които играят ролята на будилник.